# Taufa'ao Filise

a Compétitions nationales et continentales officielles uniquement.

b Matchs officiels uniquement.
Dernière mise à jour le 6 décembre 2024.
Taufa'ao Filise, né le 26 mai 1977 à Malapo (Tonga), est un joueur tongien de rugby à XV. Il joue au poste de pilier. 
Il commence sa carrière professionnelle en Nouvelle-Zélande, et enchaîne avec un bref passage en Angleterre avec le club de Bath. Il passe ensuite le restant de sa carrière avec la province galloise des Cardiff Blues, entre 2006 et 2018, dont il devient un élément emblématique. Joueur à la remarquable longévité, il prend sa retraite pratiquement à l'âge de 41 ans. 
Au niveau international, il obtient 17 sélections avec l'équipe des Tonga de 2001 à 2011, participant à deux Coupes du monde. Il représente également les Pacific Islanders en 2004 et 2006.

## Biographie

### Jeunesse et formation
Taufa'ao Filise est né dans le village de Malapo, près de la capitale tongienne Nukuʻalofa. Il commence à jouer au rugby tardivement, à l'âge de 17 ans, lors de sa dernière année de scolarité au Tupou College (en). Repéré par son gabarit imposant, il est immédiatement placé au poste de pilier.

### Carrière en club
Taufa'ao Filise émigre en Nouvelle-Zélande en 2000, avec son ami Aleki Lutui, et rejoint le club amateur d'Opotiki dans la région de la Baie de l'Abondance. Il joue une saison avec ce club, avant de rejoindre celui de Whakarewarewa, au sein du même championnat, l'année suivante.
Il lance sa carrière professionnelle en 2001, lorsqu'il est retenu dans l'effectif de la province de Bay of Plenty pour disputer le National Provincial Championship (NPC). Il joue quarante-six matchs avec cette équipe entre 2001 et 2005, dont seulement neuf titularisations. En 2005, il affronte avec sa province les Lions britanniques lors de leur tournée en Nouvelle-Zélande,.
En 2003, il est recruté en cours de saison par la franchise des Chiefs en Super 12, et il est présent à deux reprises sur une feuille de match en tant que remplaçant, mais n'entre pas en jeu,. Il n'est pas conservé au terme de la saison.
Deux ans plus tard, il rejoint les Blues pour la saison 2005 de Super 12,. Blessé au mollet une bonne partie de la saison, il ne fait que quatre apparitions avec cette équipe, toutes en sortie de banc,.
En novembre 2005, il quitte la Nouvelle-Zélande pour l'Angleterre, et s'engage pour une saison avec le club de Bath Rugby, évoluant en Premiership,. Il est recruté dans le but de compenser les sélections de Matt Stevens et de Duncan Bell (en), ainsi que la blessure de David Flatman. Il joue huit matchs avec le club du Somerset, et se distingue par sa polyvalence entre les deux postes de pilier, et sa capacité à porter le ballon,.
Après six mois passés en Angleterre, il s'engage pour deux saisons avec la province galloise des Cardiff Blues à l'orée de la saison 2006-2007 de Celtic League,. Régulièrement utilisé, il devient rapidement un cadre de l'équipe, et voit son contrat prolongé régulièrement,. Il remporte son premier titre avec Cardiff en 2009, lorsque son équipe remporte la Coupe anglo-galloise. La saison suivante, il est titulaire lors de la finale de Challenge européen que son équipe remporte face au RC Toulon,.
Il bat le record d'apparitions sous le maillot de Cardiff en 2014, dépassant Thomas Rhys Thomas. Il dépasse les 250 matchs joués avec la province en 2017. Son record est finalement battu en 2023 par le demi de mêlée Lloyd Williams. Pour sa dernière saison en 2017-2018, il bat également le record du plus vieux joueurs du championnat, en poursuivant sa carrière à plus de 40 ans,. Il est considéré comme l'un des joueurs les plus emblématique de de sa province, et comme l'une des meilleure recrue de l'histoire du rugby gallois,.
Il met un terme à sa carrière de joueur en mai 2018, à quelques jours de ses 41 ans, après le titre de Challenge européen remporté par son club, après une finale face à Gloucester à Bilbao,.

### Carrière en équipe nationale
Taufa'ao Filise honore sa première cape internationale en équipe des Tonga le 25 mai 2001 contre les Fidji à Nukuʻalofa.
Régulièrement appelé avec les Ikale Tahi après sa première sélection, il n'est toutefois pas sélectionné pour la Coupe du monde 2003 à cause d'une mésentente avec le sélectionneur Jim Love (en).
En 2004, il participe à la première tournée des Pacific Islanders. Il dispute les trois matchs de son équipe, dont deux comme titulaire. À nouveau sélectionné deux ans plus tard, pour la tournée en Europe, il joue cette fois un seul match, face à l'Écosse.
Il continue d'être sélectionné régulièrement avec les Tonga jusqu'à la Coupe du monde 2007. Il est alors retenu pour disputer son premier Mondial en France. Lors de la compétition, il dispute uniquement le match de poule face à l'Angleterre. En effet, il quitte ensuite le groupe pour retourner aux Tonga, à la suite du décès de son père.
Taufa'ao Filise connaît ensuite quatre ans d'absence en sélection, avant d'être sélectionné pour disputer sa deuxième Coupe du monde lors de l'édition 2011 en Nouvelle-Zélande. Il joue deux rencontres, face à la Nouvelle-Zélande et au Japon, pour ce qui est sa dernière sélection internationale. Il ne dispute pas la victoire historique de son pays face à la France.

## Palmarès
- Vainqueur du Challenge européen en 2010 et 2018 avec les Cardiff Blues.
- Vainqueur de la Coupe anglo-galloise en 2009 avec les Cardiff Blues.

## Statistiques en équipe nationale
- 17 sélections avec l'équipe des Tonga
- Nombre de sélections par année :  4 en 2001, 2 en 2002, 2 en 2004, 4 en 2005, 3 en 2007, 2 en 2011
- 1 essai (5 points)

En Coupe du monde :
- 2007 : 1 sélection (Angleterre)
- 2011 : 2 sélections (Nouvelle-Zélande, Japon)